# Agathotoma asthenika
Agathotoma asthenika is een slakkensoort uit de familie van de Mangeliidae. De wetenschappelijke naam van de soort is voor het eerst geldig gepubliceerd in 2012 door Rolán, Fernández-Garcés & Redfern.